# Vrbno nad Lesy
Vrbno nad Lesy é uma comuna checa localizada na região de Ústí nad Labem, distrito de Louny.